# Breathing (Jason Derulo)
Breathing è un singolo del cantante statunitense Jason Derulo, il terzo estratto dal secondo album in studio Future History e pubblicato il 1º novembre 2011.
Il brano utilizza un campionamento del brano folk bulgaro Pilentze Pee del Le Mystère des Voix Bulgares.

## Video musicale
Il video ricorda vagamente quello di Don't Wanna Go Home, dello stesso Derulo. Si vedono scene di Jason Derulo che balla, canta e corre rispettivamente in una cantina, in un luogo indefinito e su un tetto.

## Classifiche
| Classifica (2011) | Posizione massima |
| ----------------- | ----------------- |
| Australia         | 9                 |
| Austria           | 8                 |
| Belgio (Vallonia) | 36                |
| Bulgaria          | 1                 |
| Francia           | 67                |
| Nuova Zelanda     | 28                |
| Paesi Bassi       | 56                |
| Spagna            | 43                |
| Stati Uniti       | 112               |
| Svizzera          | 7                 |